# Mary Schapiro
Mary Lovelace Schapiro (nascida em 19 de junho de 1955) atuou como a 29ª Presidente da Comissão de Valores Mobiliários dos EUA (SEC). Ela foi nomeada pelo presidente Barack Obama, confirmada por unanimidade pelo Senado dos Estados Unidos, e assumiu a presidência em 27 de janeiro de 2009. Ela é a primeira mulher a ser a presidente permanente da SEC. Em 2009, a Forbes a classificou como a 56ª mulher mais poderosa do mundo.
Schapiro atuou em vários cargos como reguladora de serviços financeiros nas administrações de Ronald Reagan, George HW Bush e Bill Clinton. De 2006 ao início de 2009, ela foi presidente e CEO da Financial Industry Regulatory Authority (FINRA), a organização autorreguladora da indústria de valores mobiliários para corretoras e bolsas nos Estados Unidos. Schapiro é a primeira pessoa a liderar tanto a SEC quanto a CFTC, e a única a presidir essas duas agências, bem como a FINRA.

## Infância e educação
Schapiro nasceu em Nova York filha de Robert e Mary Susan "Sue" Hall Schapiro. Uma de quatro irmãos, Schapiro cresceu em Babylon, NY, onde seu pai era dono da loja de antiguidades Tempus Fugit e sua mãe era uma bibliotecária de referência. Schapiro se formou na Babylon High School e se matriculou no Franklin &amp; Marshall College, onde se formou em 1977. Em 1980, ela obteve o título de Juris Doctor (JD) com honras pela George Washington University Law School.

## Carreira antes da SEC
Em 1988, Schapiro foi nomeada pelo presidente Ronald Reagan para ocupar uma das duas cadeiras democratas na SEC. O presidente George HW Bush a reconduziu para esse cargo em 1989. O presidente Bill Clinton nomeou Schapiro como presidente interina da SEC e depois a nomeou presidente da Commodity Futures Trading Commission em 1994. Ela foi a mais jovem comissária da SEC na história.
Em 1996, Schapiro ingressou na National Association of Securities Dealers (NASD) (agora a <i>Financial Industry Regulatory Authority</i>) como presidente da NASD Regulation. Em 2002, tornou-se vice-presidente da NASD.
Em 2005, Schapiro supervisionou uma investigação abrangente sobre Wall Street, descobrindo vários casos de atividades luxuosas e excessivas, o que levou a muitas acusações.
Em 2006, ela se tornou presidente e CEO da NASD. Nessa posição, ela supervisionou a consolidação da NASD com a NYSE Member Regulation para formar a Financial Industry Regulatory Authority.
Em janeiro de 2008, o presidente George W. Bush nomeou Schapiro para o conselho de 19 membros do Conselho Consultivo do Presidente sobre Alfabetização Financeira. Em 2008, Schapiro foi nomeada uma das 25 pessoas mais influentes dentro e ao redor do negócio de consultoria de investimentos pela revista Investment Advisor.
Em 2008, seu último ano na FINRA, Schapiro recebeu uma remuneração de US$ 3,3 milhões; na saída da FINRA, ela recebeu pagamentos adicionais de benefícios de aposentadoria de montante fixo num total de pouco menos de US$ 9 milhões. Ela recebeu US$ 8,99 milhões como uma "distribuição final", incluindo US$ 7,6 milhões em benefícios de aposentadoria, de acordo com um relatório da Finra.

## Presidente da SEC
Em janeiro de 2009, o Senado dos EUA confirmou por unanimidade a nomeação de Schapiro pelo presidente Barack Obama para ser a primeira mulher presidente permanente da SEC.
Schapiro culpou parcialmente a desregulamentação pela crise financeira de 2008, dizendo aos senadores que o sistema regulatório "não acompanhou os mercados e as necessidades dos investidores". Segundo ela, como chefe da SEC, ela pressionaria por uma regulamentação mais rígida de instrumentos financeiros, incluindo derivativos.
Durante o mandato de Schapiro na SEC, a agência melhorou seu programa de fiscalização, criando novas estruturas, procedimentos e programas para melhor atender os mercados financeiros modernos, incluindo: trazer 735 ações de fiscalização no ano fiscal de 2011 e 734 ações no ano fiscal de 2012; obtenção de mais de US$ 11 bilhões em restituições e multas ordenadas desde o ano fiscal de 2009; processar o maior esquema de informações privilegiadas descoberto até hoje, uma multa recorde de US$ 92,8 milhões no processo civil contra o CEO do Galleon Hedge Fund; e trazendo ações relacionadas à crise financeira contra Fannie Mae e Freddie Mac, entre outros.
Com Schapiro no comando, as ações de fiscalização movidas pela SEC devolveram mais de US$ 6 bilhões aos investidores prejudicados.  Schapiro também liderou a agência em um de seus períodos de regulamentação mais ativos e promulgou muitas outras medidas de proteção ao investidor, incluindo a adoção de mais de três quartos das regras exigidas pela Lei Dodd-Frank.
Após o flash crash de 2010, sob comando de Schapiro, a SEC implementou várias reformas, incluindo disjuntores para minimizar a volatilidade do mercado de ações e novas regras para realizar negociações claramente errôneas e proibir o "acesso nu" ao mercado. Ela disse que essas medidas protegeriam o mercado contra futuros eventos semelhantes.
Um revés inicial para Schapiro como presidente da SEC ocorreu em setembro de 2009, quando o juiz distrital dos EUA Jed Rakoff rejeitou o acordo de US$ 33 milhões com o Bank of America proposto pela SEC. A BoA foi acusada de não divulgar bônus pagos ao executivo da Merrill Lynch antes da fusão das duas empresas. Sob os termos do acordo, BoA foi autorizado a negar qualquer irregularidade, o que eles fizeram quando pressionados por Rakoff sobre a questão da culpa. Rakoff disse que o acordo não "comporta-se sob as noções mais elementares de justiça e moralidade". Sete meses depois, Rakoff aprovou um acordo de US$ 150 milhões do caso BoA; BoA não teve que mudar sua declaração de inocência.
Também sob comando de Schapiro, em 2010, a SEC emitiu orientações que abordavam como as empresas públicas divulgam informações sobre o impacto das mudanças climáticas em seus negócios. Após sua saída da SEC, em dezembro de 2012, o presidente Obama elogiou as contribuições de Schapiro como presidente em uma declaração oficial da Casa Branca.

## Carreira subsequente
Em abril de 2013, Schapiro ingressou no Promontory Financial Group, onde atuou como vice-presidente do Conselho Consultivo até deixar a empresa para ingressar na Bloomberg LP, em 2018. Na Bloomberg, ela atua como Vice-Presidente de Políticas Públicas Globais e Conselheira Especial do Fundador e Presidente. Na Bloomberg, Schapiro se concentra em finanças climáticas, atuando no secretariado da Força-Tarefa sobre Divulgações Financeiras Relacionadas ao Clima. Schapiro havia defendido tais divulgações enquanto estava na SEC.
Sob sua liderança, a Força-Tarefa divulgou recomendações voluntárias sobre como as empresas devem divulgar informações sobre como os fatores relacionados ao clima podem afetar seus negócios. Mais de 2.000 organizações e empresas com capitalização de mercado de mais de US$ 20 trilhões endossaram as recomendações e, em 2021, foram endossadas pelo G7 e G20.
Em 2014, Schapiro e o ex-prefeito de Nova York, Michael Bloomberg, se juntaram ao Conselho de Padrões de Contabilidade de Sustentabilidade (SASB). O SASB é uma organização independente sem fins lucrativos que estabelece padrões para orientar a divulgação de informações de sustentabilidade financeiramente relevantes pelas empresas aos seus investidores. Bloomberg e Schapiro também atuam juntos no Grupo de Trabalho sobre Negociação e Compensação de RMB dos EUA, onde Schapiro é vice-presidente. O grupo foi formado em 2015 para estabelecer a negociação e compensação da moeda chinesa renminbi (RMB) nos Estados Unidos.
Em 2013, ingressou no conselho de administração da General Electric, e em 2015, ingressou no conselho de administração do London Stock Exchange Group. Em 2017, foi eleita para o conselho de administração da CVS Health e no ano seguinte passou a integrar o conselho do Morgan Stanley. Em 2019, ela foi escolhida para assessorar as Bolsas e Compensação de Hong Kong. Schapiro é membro do Conselho de Relações Exteriores e administradora do Franklin and Marshall College.

## Vida pessoal
Schapiro é casada com Charles "Chas" Cadwell, ex-funcionário da Administração de Pequenas Empresas dos EUA. Eles têm duas filhas. Ela atua como tesoureira da Humane Rescue Alliance, anteriormente chamada Washington Humane Society.